# Diego el Cigala
Diego Ramón Jiménez Salazar (Madrid, 27 de dezembro de 1968), mais conhecido pelo seu nome artístico Diego el Cigala, é um cantor de flamenco espanhol.

## Carreira
Na sua carreira, Diego el Cigala cantou as músicas de flamenco de todo o género musical. Teve cinco álbuns de estúdio e com a autoria de Bebo Valdés.

## Discografia
Diego el Cigala já gravaram os discos dos álbuns de estúdio:
- Lágrimas negras (2003) (com Bebo Valdés)
- Blanco y negro (2004)
- Picasso en mis ojos (2005)
- Dos lágrimas (2008)
- Cigala & Tango (2010)
- Indestructible (2016)

## Vida pessoal
Diego el Cigala já casou com a atriz espanhola Amparo Fernández até o divórcio de 2015.